# Zebaot
Zebaot er et ord fra den hebraiske bibel. Det kan oversættes som hærskarer.
I Rom.9,29 har de ældre oversættelser "den Herre Zebaoth"; i 1992 ændret til "Hærskarers Herre".
| Religion | Spire Denne religionsartikel er en spire som bør udbygges. Du er velkommen til at hjælpe Wikipedia ved at udvide den. |